# U.S. National Championships 1882
Gli U.S. National Championships 1882 (conosciuti oggi come US Open) sono stati la 2ª edizione degli U.S. National Championships e seconda prova stagionale dello Slam per il 1882.
Si è disputato al Newport Casino di Newport negli Stati Uniti.
Il singolare maschile è stato vinto dallo statunitense Richard Sears, che si è imposto sul connazionale Clarence Clark in tre set col punteggio di 6–1, 6–4, 6–0, che ha trionfato anche nel doppio insieme a James Dwight.

## Singolare maschile
Richard Sears ha battuto in finale  Clarence Clark con il punteggio di 6–1, 6–4, 6–0.

## Doppio maschile
Richard Sears /  James Dwight hanno battuto in finale  Crawford Nightingale /   George Smith con il punteggio di 6–2, 6–4, 6–4.